# Timbercreek Canyon
Timbercreek Canyon è un villaggio degli Stati Uniti d'America, situato nello stato del Texas, nella contea di Randall.